# 卡恩斯維爾 (喬治亞州)
卡恩斯維爾（英語：Carnesville）是一個位於美國喬治亞州富蘭克林縣的城市。根據2010年美國人口普查，該地人口為577人，而該地的面積約為6.85平方千米。同時該地也是富蘭克林縣的縣治。

## 地理
卡恩斯維爾的座標為34°22′17″N 83°14′01″W / 34.37139°N 83.23361°W，而該地的平均海拔高度為216米（即709英尺）。